# Параджанов: партитура Христа до-мажор
«Параджанов: партитура Христа до-мажор» — документальний фільм Юрія Іллєнка 1994 року.

## Сюжет
В 1989 році Юрій Іллєнко приїздить до Тбілісі, щоби показати Сергію Параджанову свій фільм «Лебедине озеро. Зона», знятий за тюремними оповіданнями Параджанова. Наступного дня після перегляду стрічки Іллєнко демонструє радянську центральну партійну газету «Правда», в якій опубліковано звістку про відставку Володимира Щербицького, за чиїм наказом Параджанова запроторили до в'язниці. Іллєнко вручає Параджанову газету і вмикає побутову відеокамеру. Далі — дружня бесіда двох геніїв...

## В ролях
- Сергій Параджанов,
- Юрій Іллєнко.